# Municipio de Losap
El municipio de Losap es un municipio de los Estados Federados de Micronesia. Se encuentra en el estado de Chuuk, en la parte occidental del país, a 600 km al oeste de Palikir, el centro del Gobierno Nacional. Tiene 448 habitantes (año 2011). El municipio de Losap se encuentra en el atolón de Losap.
Ciudades en el municipio de Losap:
- Losap Village

Las siguientes características naturales se pueden encontrar en el municipio de Losap:
- Isla Laol
- Isla Losap
- Atolón Losap
- Laguna Losap
- Monte submarino Losap
- Canal Morchan
- Sobuor (islote)

Tiene clima tropical. La temperatura media es de 23 °C. El mes más caluroso es octubre, con 24 °C, y el más frío noviembre, con 24 °C. La precipitación media es de 3.980 milímetros al año. El mes más lluvioso es febrero, con 514 milímetros de lluvia, y el menos lluvioso diciembre, con 233 milímetros.